# Lijst van beelden in Veenendaal
Dit is een (onvolledige) chronologische lijst van beelden in Veenendaal. Onder een beeld wordt hier verstaan elk driedimensionaal kunstwerk in de openbare ruimte van de Nederlandse gemeente Veenendaal, waarbij beeld wordt gebruikt als verzamelbegrip voor sculpturen, standbeelden, installaties, gedenktekens en overige beeldhouwwerken.
Voor een volledig overzicht van de beschikbare afbeeldingen zie: Beelden in Veenendaal op Wikimedia Commons.
| Geplaatst    | Omschrijving                             | Kunstenaar                                                                   | Straat                                                                     | Plaats     | Materiaal     | Afbeelding |
| ------------ | ---------------------------------------- | ---------------------------------------------------------------------------- | -------------------------------------------------------------------------- | ---------- | ------------- | ---------- |
| 1951         | Monument voor de gevallenen              | John Grosman                                                                 | Stationsplein                                                              | Veenendaal |               |            |
| 1955         | Gedenkteken Watersnood van 1855          | ontworpen door C. van Stuijvenberg en uitgevoerd door beeldhouwer De Kruijff | Stationspark, aan het einde van de Stationssingel, tegen de Kerkewijk aan. | Veenendaal |               |            |
| 1964         | Sociale Strijd                           | Marius van Beek                                                              | Industrielaan - Uiverstraat                                                | Veenendaal |               |            |
| 1964         | Bijbelse figuur                          |                                                                              | Kerkewijk 77                                                               | Veenendaal |               |            |
| 1967         | De Heraut                                | Ubbo Scheffer                                                                | Zandstraat 36-38                                                           | Veenendaal |               |            |
| 1968         | Zonder titel                             | Theo Dobbelman                                                               | Kerkewijk (bij CLV)                                                        | Veenendaal |               |            |
| 1972         | Zonder titel?                            | Herman van der Heide                                                         | Boompjesgoed                                                               | Veenendaal |               |            |
| 1980         | De Wolkammer                             | Jits Bakker                                                                  | Markt / Hoofdstraat                                                        | Veenendaal |               |            |
| ?            | Beer - Hond - Schildpad                  | Lissy Boesen                                                                 | De Palmen Grift                                                            | Veenendaal |               |            |
| 1989         | De muziekstandaard, De lessenaar         | Ary Kroesbergen                                                              |                                                                            | Veenendaal |               |            |
| 1989         | Bouwen                                   | Hedda Willem Buijs                                                           | Hollandia                                                                  | Veenendaal |               |            |
| 1990         | Zwaluwnest                               | Jits Bakker                                                                  | Ruisseveen / Componistensingel                                             | Veenendaal |               |            |
| 1991         | De Breidster                             | Carla Rutgers-Hendriksen                                                     | Scheepjeshof?                                                              | Veenendaal |               |            |
| 1992         | De Krul (uitgehaalde breisteek)          | Otto Heuvelink                                                               | Weverij/Zandstraat en Brouwerspoort                                        | Veenendaal | rvs           |            |
| 1995         | Het Concert                              | Inez de Heer Kloots Theo van der Hoeven                                      | Mina Krusemansingel                                                        | Veenendaal |               |            |
| 1996         | Cultuur-Natuur                           | Nout Visser                                                                  | Brinkersteeg/ Middellaan                                                   | Veenendaal |               |            |
| 1997         | Gelderse Blom                            | Bas Maters                                                                   | Grote Beer                                                                 | Veenendaal |               |            |
| 2004/ 2007   | Engelenpoort                             | Wendela Gevers Deynoot                                                       | De Tinneweide 144a                                                         | Veenendaal |               |            |
| 1998         | Boomman                                  | Thomas Houseago                                                              | Grote Beer 10                                                              | Veenendaal |               |            |
| 1998         | Hond, Aap & Engel                        | Chris Baaten                                                                 | Grote Beer 10                                                              | Veenendaal |               |            |
| 1998         | Lampegietersavond                        | Bernadette Leijdekkers                                                       | Kerkewijk 10                                                               | Veenendaal |               |            |
| 1999         | Beschutting                              | Gift Chengu                                                                  | Grote Beer 10                                                              | Veenendaal |               |            |
| 2001         | De Hertenkop                             | Margriet Luyten                                                              | Middellaan                                                                 | Veenendaal |               |            |
| 2003         | Kubusvormige zitobjecten                 | kunstenaarsgroep Waterlanders                                                | Grote Beer 10                                                              | Veenendaal |               |            |
| 2004         | Vogel en Vis                             | Wisgerhof                                                                    | Vondellaan 4                                                               | Veenendaal |               |            |
| 2004 en 2007 | Engelenpoort en Engel op het Dak         | Wendela Gevers Deynoot                                                       | De Palmen Grift en Boompjesgoed                                            | Veenendaal |               |            |
| 2005         | De Zuilen                                | Tamar Frank                                                                  | Kerkewijk ter hoogte van Theater Lampegiet                                 | Veenendaal |               |            |
| 2007         | Natte Hond                               | Marry Overtoom                                                               | MacBridestraat                                                             | Veenendaal |               |            |
| 2007         | Venster op de toekomst                   | Theo van der Hoeven                                                          | Zuiderkruis                                                                | Veenendaal |               |            |
| 2007         | Campsite (rotondekunst)                  | Niels van der Kur                                                            | ?                                                                          | Veenendaal | staal         |            |
| 2007         | Boven Tafel                              | Germa Huijbers en Carolina Agelink                                           | Rembrandtlaan/ Franse Gat                                                  | Veenendaal | 27 fotoborden |            |
| 2008         | Watermonsters                            | Beierle + Keijser                                                            | Dragonder-oost, noordelijk deel                                            | Veenendaal |               |            |
| ?            | reliëf SNS Bank                          |                                                                              | Hoofdstraat / Markt                                                        | Veenendaal |               |            |
| 2010         | All Together                             | Jeanette Janssen                                                             | Kees Stipplein74                                                           | Veenendaal |               |            |
| 2010         |                                          | Marieken Verheyen                                                            | Kees Stipplein 74                                                          | Veenendaal |               |            |
| 2012         | Schaapskudde                             | Cees van Swieten                                                             | Bernard van Kreelpoort                                                     | Veenendaal |               |            |
| 2013         | Kees Stip, jong en oud                   | Hanneke Zwart                                                                | Kees Stipplein                                                             | Veenendaal |               |            |
| 2014         | Hart voor de Zorg                        |                                                                              | Kerkewijk 77                                                               | Veenendaal |               |            |
| 2019         | Verlangen Vieren - De Man                | Linette Dijk                                                                 | Thoomesplein                                                               | Veenendaal | brons         |            |
| 2019         | Verlangen Vieren - De Vrouw              | Linette Dijk                                                                 | Stipplein                                                                  | Veenendaal | brons         |            |
| 2020         | Aak                                      | Suzanne Visscher en Pieter van Slooten                                       | Zwaaiplein                                                                 | Veenendaal |               |            |
| onbekend     | onbekend                                 | Cobi Dierikx                                                                 | De Schutterij 27                                                           | Veenendaal | metaal        |            |
| 2022         | Hoop en Herinnering (corona-gedenkteken) | Linette Dijk                                                                 | Wolweg/Raadhuistraat                                                       | Veenendaal | metaal        |            |